# Línea 4 (Santa Rosa)
La línea 4 es una línea de colectivos urbana de Santa Rosa, que une el Barrio Germinal con el Los Hornos. El boleto cuesta 14,75 pesos el general y gratis para estudiantes, jubilados y excombatientes.

## Recorrido principal
IDA: Alemania, Pilcomayo, Santiago del Estero, Paraguay, Antártida Argentina, H. Lagos, Oliver, Alem, Escalante, Villegas, Autonomistas, Utracán, Quemu, Quiroga, Quemu, Utracán, Avda. Uruguay.
VUELTA: Avda. Uruguay, Utracán, Quemu, Quiroga, Trenel, Eduardo Castex, Guatrache, Unanue, Macachín, Avda. Uruguay, Gral. Pico, Lisandro de la Torre, Urquiza, Mansilla, Salta, Catamarca, Jujuy, Río Bermejo, Santiafo del Estero, Pilcomayo, Esmeralda, Francia, Errecalde.